# Azuaga
Azuaga és un municipi de la província de Badajoz, a la comunitat autònoma d'Extremadura.

## Demografia
| 1998  | 2000  | 2002  | 2004  | 2006  | 2008  |
| ----- | ----- | ----- | ----- | ----- | ----- |
| 9.091 | 8.735 | 8.580 | 8.320 | 8.536 | 8.396 |

## Prehistòria i antiguitat
Azuaga és un lloc de rica història. En el seu terme i a l'entorn del seu nucli urbà, es troben restes d'assentament humà megalític (més de 30 dòlmens catalogats), del Calcolític, edat del bronze i també del període orientalitzant. Són diversos els poblats prehistòrics repartits pel seu terme municipal, i en destaca el del turó del castell, origen de l'actual població.
En l'època de dominació romana, Azuaga es converteix en municipi dins de la província Baetica; encara no és clar el seu topònim en aquesta època, tal com es desprèn de les interessantíssimes inscripcions que es conserven a l'ajuntament, seria el [M] Municipium [F] Flavio [V] i d'aquí és on ve el problema d'identificació; segons el prestigiós investigador A. O. Stylow, podria ser victotiense, (municipium flavio vistoriense), és a dir, Azuaga seria la ciutat Victoria dels romans, potser per commemorar una important victòria militar. Cal recordar que Azuaga va ser un lloc fronterer i estratègic. Els seus habitants eren de la tribu Galeria. Restes d'aquesta època són quatre esteles amb inscripcions, que es conserven a l'ajuntament i que originàriament pertanyien a un conjunt monumental format per vuit elements. L'actual font Atenor prové d'aquesta època; també existeixen importants vestigis de mines en diferents punts del terme municipal, alguns de molt interessants en el mateix nucli urbà de la localitat, concretament uns desguassos de més d'1 m i 60 cm d'alt, torres de vigilància, així com nombroses restes de viles romanes repartides principalment per la zona del camp.